# Проклятие Йига
«Проклятие Йига» (англ. The Curse of Yig) — рассказ американского писателя Говарда Филлипса Лавкрафта и Зелии Бишоп, написанный в 1928 году. Впервые был издан в журнале «Weird Tales» в 1928 году. В рассказе впервые представлен индейский бог Йиг, человекоподобный «Отец змей».

## Сюжет

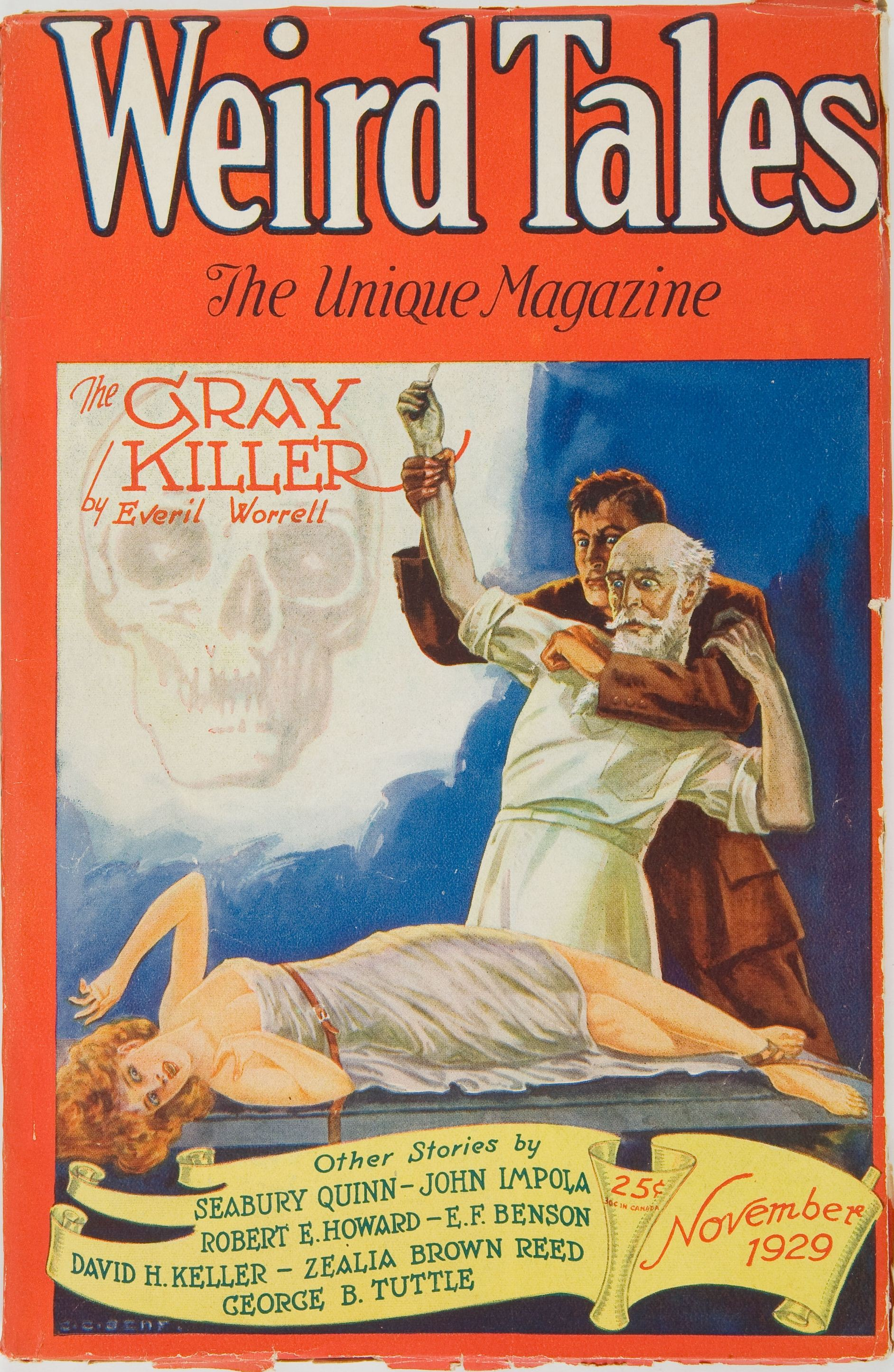
Weird Tales (ноябрь 1929 года, том 14, № 5) рисунок «Серого убийцы» Эверила Уоррелла. Обложка C. C. Сенф

В 1925 году этнолог собирает информацию о змеином культе индейцев в Оклахоме и приезжает в психбольницу Гатри. Доктор МакНилл рассказывает легенду про Йига — «Бога змей» и показывает запертое в камере существо, наполовину змея и человека, которое очень долго живет в больнице, и не стареет.
История змеиного существа началась в 1889 году, когда Уокер Дэвис и его жена Одри покинули Арканзас, чтобы поселится возле деревушки Бингер, на земле вичита, в графстве Каддо, Оклахома. Уокер сильно боялся змей из-за предсказания индианки, что он умрет от змеиных укусов. В деревне Окмулги им встретился горожанин, приверженец культа Йига, который сильно напугал Уокера, после чего ему повсюду начали мерещиться змеи. Дэвисы начали строить дом. Одри убивает гнездо новорожденных змей на участке, после чего, Уокер стал настаивать на том, что Йиг придет за Одри. Вождь Вичита рассказал им заклинание против змеиного бога Йига. Уолкер и Одри завершили строительство хижины и амбара, а на участке рядом поселились Джо и Салли Комптоны. Одри стали сниться кошмары и они с мужем искали защиты в ритуалах индейцев. Когда поспел урожай кукурузы индейцы начали молить о помощи Тираву (Tiráwa), чьи дети — люди, — так же, как дети Йига — это змеи.
В канун Хэллоуина из звучали барабаны. Уокер и Одри жили в страхе, теряя последние нервы. Ночью их разбудил шум: весь пол занимали массы извивающихся гремучих змей. Одри в страхе сбежала и схватилась за топор, но не разобрав в темноте кто перед ней, убила мужа, подумав, что он — Йиг. Затем она отправилась в больницу и там умерла, но прежде родила полузмеиное существо, которое и ныне там.

## Вдохновение
Зелия Бишоп предоставила идею истории и некоторые заметки, заплатив Лавкрафту, чтобы он доработал ее в 1928 году. Можно сказать, что рассказ был «написан призраком», однако многие критики классифицируют это как «сотрудничество». Бишоп продала рассказ под своим именем журналу «Wierd Tales». Впервые рассказ был опубликован в ноябрьском номере 1929 года. Это стало первым произведением из трех, написанных с Лавкрафтом, а остальные — «Курган» и «Локон медузы».
Лавкрафт упоминает индейское божество Кетцалькоатль, которого называют «Кетцаль-змей» или «Оперённый змей», чьи корни в «Культе Змей» в Мезоамерике уходят в глубокую древность. Ему противостоит Тирава (Tiráwa), которого называют «Наш Отец наверху». Проклятье Йига подействовало на героев потому что они поверили в него, а Одри родила нечеловеческого вида ребенка-змея — это черты вуду или нечистой силы. Люди называют Йига «Змеедьявол» и боятся его преследования, — что похоже на одержимость. Колдуны иногда могут превратится в змей.
Змеелюди появляются в произведениях Робрета Говарда, писателя и друга Лавкрафта.

## Персонажи

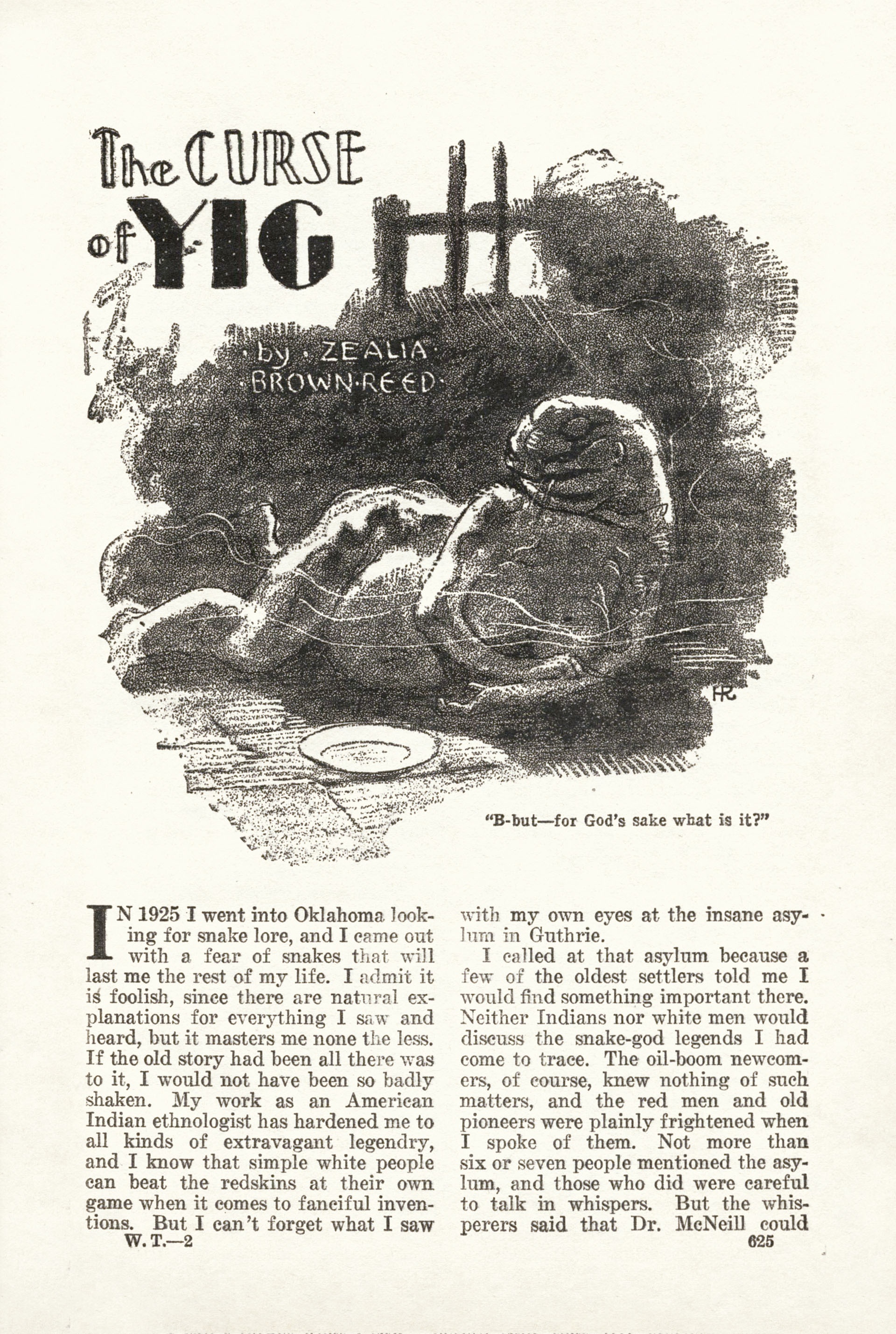
Титульный лист рассказа в «Weird Tales», ноябрь 1929 г. Иллюстрация Хью Рэнкина

- Рассказчик — этнолог, специалистом по американским индейским племенам. Паталогически боялся змей из-за проклятья индианки, что так и не сбылось.
- Змей (англ. Snake) — существо, которое необычайно долго жило в больнице. Похож на змеелюдей.

Почти человеческого размера, абсолютно безволосое существо, чья темная гладкая спина казалась слегка чешуйчатой в зловещем тусклом свете. В области лопаток коричневатую кожу испещряли крупные пятна, а голова у него была поразительно плоской. Когда оно с шипением посмотрело на меня, я увидел черные глазки-бусинки, чрезвычайно похожие на человеческие. Они вперились в меня до жути пристально, и я, задохнувшись от ужаса, резко задвинул щиток, оставив мерзкую тварь ползать там по соломе в призрачном полумраке. 
- Йиг (англ. Yig) — частично антропоморфное божество, похожее на змея, произвольной и непостоянной природы. Заботится о своих детях, — змеях; и мстит тем, кто вредит змеям, превращая их в змеелюдей.

Йиг, бог-змей племен центральных равнин — вероятный первичный источник южных легенд о Кетцалькоатле или Кукулькане. Он не воплощал собой абсолютное зло и обычно относился вполне благосклонно ко всем, кто воздавал должное почтение ему и его детям, змеям. Но по осени Йиг становился кровожадным сверх всякой меры, и его приходилось отгонять с помощью определенных ритуалов. Вот почему на землях племен пауни, вичита и кэддо в августе, сентябре и октябре неумолчно рокотали тамтамы. Вот почему шаманы извлекали странные звуки из своих трещоток и свистулек, удивительно похожих на те, какими пользовались ацтеки и майя.
- Уокер Дэвис (англ. Walker Davis) — худощавый, высокий, рыжеволосый, зеленоглазый. Патологический боялся змей. Одна старая индианка предрекла мрачное пророчество насчет его кончины, когда Уокер был маленьким.
- Одри Дэвис (англ. Audrey Davis) — худощавая, низкорослая и смуглая, с черными прямыми волосами. Казалось, в ней есть немного примеси индейской крови.
- МакНилл (англ. Dr. McNeill) — психиатр в психбольнице Гатри. Маленький, гладко выбритый человек почтенного возраста, по его речи и манерам, было видно, что он ученый, добившийся значительных успехов во многих областях, лежащих, в том числе, вне его профессии. Доктор по фамилии МакНилл упоминается в рассказе «Последний опыт».
- Серый Орел (англ. Grey Eagle) — вождь племени вичита. Персонаж встречается в повести «Курган».
- Старина Стивенс (англ. Old Stevens) — врач.
- Майор Мур (англ. Major Moore) — местный житель.
- Джо и Салли Комптоны (англ. Joe and Sally Compton) — фермеры, соседи Дэвисов, прибыли в Оклахому с Арканзаса.
- Бабуля Комптон (англ. Grandma Compton) — фермер. Персонаж появляется в повести «Курган».
- Лафайет Смит (англ. Lafayette Smith) — фермер, скрипач, уроженец юга Миссури.
- Том и Дженни Ригби (англ. Tom and Jennie Rigby) — фермеры.
- Волк и Зик (англ. Wolf and Zeke) — собаки Дэвисов и Ригби.

## Связь с другими произведениями
В рассказе «Крысы в стенах» героя сводит с ума Ньярлатхотеп и ему начинают мерещиться крысы, а в финале он убивает по ошибке друга.
В рассказе «Ужас в Ред Хуке» сектанты удерживали в тюрьме женщину, которая родила жутких существ.
В рассказе «Безымянный город» описана древняя раса рептилий.
В рассказе «Дневник Алонсо Тайпера» описаны существа, похожие на змей.

## Публикации
Рассказ вошел в такие сборники ужасов, как:
- A Treasury of American Horror Stories (англ.) / ed. Frank D. McSherry, Jr., Charles G. Waugh & Martin H. Greenberg. — Bonanza/Crown Books, 1985. — ISBN 0-517-48075-1.
- Tales of the Dark #3 (англ.) / ed. Lincoln Child. — St. Martin’s Press, 1988. — ISBN 0-312-90539-4.
- H. P. Lovecraft, S. T. Joshi. The Horror in the Museum and Other Revisions (англ.). — Arkham House, 1989. — ISBN 0-87054-040-8.